# Pleuridium robinsonii
Pleuridium robinsonii là một loài rêu trong họ Archidiaceae. Loài này được Mont. Mitt. mô tả khoa học đầu tiên năm 1869.